# Állcsúcsi izom

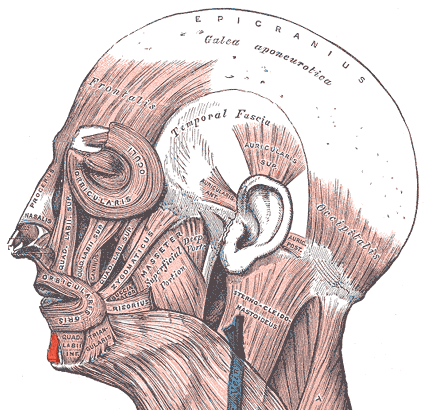
Az arc és a nyak izmai (a nyíl mutatja az alig látható apró állcsúcsi izmot)

Az állcsúcsi izom (vagy állizom, latinul musculus mentalis) egy apró arcizom az ember állcsúcsán (csak az ember rendelkezik állcsúccsal).

## Eredés, tapadás
Az alsó állkapocs elülső részén, a középvonal mellett, az alsó metszőfogak dombjának külső felszínén ered és az állon (annak a csúcsán) és az állcsúcs bőrén tapad.

## Funkció
Felemeli és tolja az alsó ajkat és összeráncolja az állon a bőrt.

## Beidegzés
Az arcideg ramus marginalis mandibularis nervi facialis ága idegzi be.